# Hyale nigra
Hyale nigra är en kräftdjursart som först beskrevs av William Aitcheson Haswell 1879.  Hyale nigra ingår i släktet Hyale och familjen Hyalidae. Inga underarter finns listade i Catalogue of Life.